# Enrique Herreros
Enrique Herreros (Madrid, 29 de desembre de 1903-Áliva, 18 de setembre de 1977) va ser un humorista i dibuixant espanyol, que també va exercir com cartellista, representant artístic i cineasta, i va practicar el muntanyisme, la fotografia i el gravat.

## Biografia
Nascut al carrer de San Andrés del barri de Malasaña de Madrid, a l'inici del segle xx.
En la dècada de 1930 va començar a desenvolupar la seva faceta de cartellista i un any després era cap de publicitat de l'empresa Filmófono, empresa pionera en el camp de la sonorització de pel·lícules mudes, fundada per Ricardo Urgoiti i associada a la programació del cinema Palacio de la Música, i en la qual Herreros va romandre durant un quart de segle, fins a 1956. D'aquest període li recordaria després el director Luis García Berlanga amb aquestes paraules: “Ell va ser el que va inventar la promoció i la publicitat.” També, iniciada la dècada de 1940 va arribar a dirigir dos curts relacionats amb el muntanyisme, Un mundo olvidado, La Pedriza (documental que narrava l'experiència de dos escaladors i un foxterrier anomenat 'Lucky' que s'endinsaven a La Pedriza per pujar al risco de La Bota, i Al pie del Almanzor, curt rodat en la Sierra de Gredos. En la segona meitat d'aquesta dècada, va realitzar amb Nati Mistral com a protagonista, dos llargmetratges, María Fernanda, la Jerezana (1947) i La muralla feliz (1947).
A més de ser considerat el descobridor de Nati Mistral, Herreros va ser durant després de gairebé vint anys «manager personal» de l'actriu Sara Montiel fins al 12 de desembre de 1963. També va ser autor de populars greguerías com la simptomàticament masclista: «Cupletitis, enfermedad venérea».
Exercint la seva passió de muntanyenc, Herreros va morir en un accident automobilístic al Massís Occidental dels Picos de Europa, el 1977, i va ser enterrat al cementiri de Potes.
Va estar casat amb l'esportista olímpica Ernestina Maenza Fernández-Calvo, amb qui va tenir un fill.

### Les portades deLa Codorniz
Herreros, que cap a 1924 s'havia iniciat en el món de l'humorisme de la mà de Tono, Mihura i Edgar Neville, va culminar aquesta faceta d'humorista gràfic amb el naixement de La Codorniz el 1941. Durant la seva permanència en l'equip productor d'aquesta revista d'humor va compondre 807 portades, 45 contraportades i 2.303 peces. També va ser autor de tres edicions molt particulars de El Quixot.

## Homenatges
L'ajuntament de Madrid li va dedicar el 1992 un recinte enjardinat en la confluència de la carrer de Cea Bermúdez amb la de Bravo Murillo, en el qual hi ha un cap esculpit, obra de José Torres Guardia, el 1993.
En 2005 es va publicar el seu llibre pòstum El sábado, a la Sierra, i va rebre l'homenatge d'altres humoristes en una monografia en la qual van participar Azcona, Cándido, Antonio Fraguas de Pablo, Máximo, Mingote, Munoa, Peridis i El Roto. En 2015, el periodista Javier Rioyo va compusar per RTVE el documental Enrique Herreros. Cuando Hollywood estaba en la Gran Vía.
Des del 30 de març de 2014, el municipi asturià de Cabrales alberga el Museu d'Enrique Herreros als Picos de Europa, que exhibeix part de la seva obra més desconeguda: 81 olis i 30 vinyetes.
En la convocatòria de 2015 de les Medalles del Cercle d'Escriptors Cinematogràfics, Herreros va rebre la Medalla a la labor periodística, a títol pòstum.